# Miranema mirae
Miranema mirae is een rondwormensoort uit de familie van de Ungellidae. De wetenschappelijke naam van de soort is voor het eerst geldig gepubliceerd in 1967 door Timm.